# Talvin Singh
Talvin Singh är en brittisk DJ och tabla-spelare, känd för sin innovativa mix av klassisk indisk bhangra och drum n bass. Talvin Sing brukar räknas in i den electronica-genre som kallas asian underground.
Singh växte upp i Leytonstone, en förort till London, England. Som ung började han spela tabla, dansa breakdance och lyssna på punkrock. 16 år gammal skickades han till Indien för att bli skolad i klassisk musik (eller fick han en klassisk skolning?). Han kom tillbaka till London i slutet av 1980-talet och började jobba som studiomusiker åt artister som Indigo Girls, Siouxsie & the Banshees, Sun Ra, Björk och Future Sound of London. 1995 grundade Talvin Singh nattklubben Anokha, där han lät asiatiska punkrock-band och olika drum n bass-DJ:s spela. 1997 skrev han kontrakt med skivbolaget Island och släppte samlingen Anokha: Soundz of the Asian Underground med musik som var typisk från hans klubb. Ett år senare släppte han sitt första egna fullängdsalbum, Ok, vilket gav honom det prestigefyllda Mercury Music Prize.

## Diskografi
- 1997 - Anokha: Soundz of the Asian Underground
- 1998 - Ok
- 2001 - Ha
- 2001 - Back to Mine
- 2002 - Vira

2004 - Songs for the inner world / Live at la Basilique, Saint Denis